# Quercus daimingshanensis
Quercus daimingshanensis là một loài thực vật có hoa trong họ Cử. Loài này được (S.K.Lee) C.C.Huang miêu tả khoa học đầu tiên năm 1992.

## Hình ảnh